# Гонзага, Шикинья
Шикинья (Чикинья) Гонзага (порт. Chiquinha Gonzaga, настоящее имя — Франсиска Эдвижес Невес Гонзага порт. Francisca Edwiges Neves Gonzaga; 17 октября 1847, Рио-де-Жанейро — 28 февраля 1935, Рио-де-Жанейро) — первая бразильская женщина-композитор, пианистка и дирижёр.

## Биография
Франсиска Эдвижес Невес Гонзага родилась 17 октября 1847 года и была внебрачным ребёнком высокопоставленного офицера (позднее маршала) Жозе Базилеу Невеса Гонзага (порт. Jose Basileu Neves Gonzaga) и мулатки Розы Марии де Лима (порт. Rosa Maria de Lima). Позднее, несмотря на сопротивление семьи, Жозе Базилеу не только признал дочь, но и женился на Розе. 
Франсиска получила хорошее образование для женщины XIX века, её учили читать, писать, она изучала иностранные языки, математику и катехизис, большое внимание было уделено обучению музыке. Уже в 11 лет она сочинила свою первую песенку. 

В 1863 году по желанию отца вышла замуж за предпринимателя Жасинту Ребейру ду Амарал (порт. Jasinto Ribeiro do Amaral). Брак оказался неудачным, так как муж запрещал ей заниматься музыкой. В браке родилось трое детей:
- Жуан Гуалберту (1864—?)
- Мария ду Патросиньо (1865—?)
- Иларио (1868—?)

В 1869 году Франсиска окончательно оставила мужа. Она стала первой женщиной в католической Бразилии, добившейся развода. Франсиска попыталась вернуться в дом отца, но он отказался от неё. Её дочь Мария воспитывалась в семье деда и бабки и даже считала их своими родителями, сын Иларио остался в доме мужа. 

Она сближается с известным флейтистом Жоакимом Антониу да Силва Каладу (порт. Joaquim Antonio da Slva Callado, 1848—1880), считающегося основателем бразильского музыкального жанра шору, который сочетает африканские и европейские мотивы. Именно Каладу ввёл Франсиску в музыкальный мир, где она стала известна как Шикинья Гонзага (Шикинья — сокращённое имя Франсиска). Он пригласил Франсиску пианисткой в свой ансамбль Choro do Callado и посвятил ей композицию «Любимая всеми» (порт. Querida por Todos, 1865). Чтобы заработать деньги, играет пьесы для фортепиано в музыкальных магазинах и на праздниках, даёт уроки музыки. Её презрительно называют pianeira, в отличие от пианистов (порт. pianistas), исполняющих классические произведения. Шикинья Гонзага как пианистка стала первой женщиной, исполнявшей музыку шору, которая в высшем обществе считалась недостойным жанром.
Отвергнутая семьёй и обществом, Франсиска Гонзага начинает встречаться с молодым инженером Жуаном Батиста де Карвалью (порт. João Batista de Carvalho). Вместе с ним она покинула Рио-де-Жанейро и провела несколько лет в сельской местности. В 1876 году у них родилась дочь Алиси. Но, узнав о неверности Жуана, она оставила его, дочь осталась с отцом. Затем Шикинья с сыном Жуаном Гуалберту возвращается в Рио-де-Жанейро и продолжает прерванную музыкальную карьеру.
В 1877 году к Шикинье приходит первый успех как композитору. Её полька «Завлекательная» (порт. Atraente) пользуется большим успехом. Всего она была автором более 250 композиций: полек, вальсов, 41 пьесы в жанре машише, скрывавшемся под названием «бразильского танго» (tango brasileiro) и существенно отличавшегося от танго, кадрилей, фаду, гавотов. 
В 1885 году стала первой в Бразилии женщиной-дирижёром при исполнении одноактной оперы Пальяреса Рибейры порт. A Corte na Roca.
В 1899 году написала песню «Посторонитесь, я хочу пройти» (порт. O Abre Alas), которая стала первой карнавальной песней.
Шикинья Гонзага активно участвовала в политической жизни страны, выступала за отмену рабства в Бразилии, посещала митинги и заседания.
В 1899 году она встретилась с Жуаном Баутисту Фернандесом Лаже. Ей было 52 года, ему — 16. Шикинья представляла его как сына. Роман с ним продлился до её смерти. В 1900-х годах влюблённые совершили путешествие по Европе. Во время путешествия она обнаружила в одном из музыкальных магазинов ноты своих произведений, напечатанные без её согласия. В 1909 году, вернувшись в Бразилию, Шикинья Гонзага начала борьбу за соблюдение авторских прав. В 1916 году Конгресс Бразилии одобрил Гражданский кодекс, включавший закон об авторском праве. В 1917 году Шикинья Гонзага вошла в тогда же основанный Бразильский союз театральных авторов (порт. Sociedad Brasileira de Autores Teatras, SBAT).
Скончалась Шикинья Гонзага 28 февраля 1935 года.

## В кино
- В 1999 году на студии «ГЛОБО» сняли биографический сериал «Chiquinha Gonzaga» (в русском переводе —"Музыка её души", где её роль исполнили актрисы Габриэла Дуарте (Шикинья в молодости) и Режина Дуарте.
- В 2006 году в фильме «Brasilia 18 %» её роль исполнила актриса Бет Мендес.